# Сивоглава чайка
Сивоглава чайка (Chroicocephalus cirrocephalus) е дребна птица от семейство Чайкови.

## Физически характеристики
Видът е с дължина на тялото от 42 cm и това го прави малко по-голям от речната чайка. През лятото възрастните имат светлосива глава, сиво тяло. Долната част на клирете е тъмносива до черна. Липсва ясно изразен полов диморфизъм. Южноамериканският подвид е малко по-едър и с по-бледо оцветяване.

## Разпространение
Видът гнезди в Южна Америка и Субсахарска Африка. Извършва сезонни миграции в Испания и Северна Америка, макар че последните не са масово застъпени. Среща се на големи колонии в тръстикови масиви и блата. Те са крайбрежни птици, които рядко се откриват в открито море далеч от сушата. Птичите колонии могат да бъдат огромни в случаи, когато храната е в изобилие.

## Размножаване
Снасят в гнездо на земята по две три яйца. Полова зрялост настъпва на втората година.